# Hesperantha helmei
Hesperantha helmei är en irisväxtart som beskrevs av Peter Goldblatt och John Charles Manning. Hesperantha helmei ingår i släktet Hesperantha och familjen irisväxter. Inga underarter finns listade i Catalogue of Life.